# Ajankijärvi
Ajankijärvi är en sjö i Finland. Den ligger i kommunen Pello i landskapet Lappland, i den norra delen av landet, 700 km norr om huvudstaden Helsingfors. Ajankijärvi ligger 111,2 meter över havet. Den är 34,66 meter djup. Arean är 6,45 kvadratkilometer och strandlinjen är 23,24 kilometer lång. Sjön  ingår i Torne älvs huvudavrinningsområde. 